# Gemelina
Gemelina is een geslacht van kevers uit de familie  
kniptorren (Elateridae).
Het geslacht is voor het eerst wetenschappelijk beschreven in 2006 door Martins Neto & Gallego in Martins-Neto, Gallego & Mancuso.

## Soorten
Het geslacht omvat de volgende soort:
- Gemelina triangularis Martins Neto & Gallego in Martins-Neto, Gallego & Mancuso, 2006